# Zaleilah
Zaleilah – singel rumuńskiego zespołu Mandinga. Utwór miał swoją premierę 16 września 2011 roku podczas MTV Romania Music Awards 2011 i promował piąty album studyjny grupy, Club de Mandinga. Teledysk do piosenki powstał w Dubaju na początku 2012 roku, a 9 lutego został opublikowany na serwisie YouTube.
Zespół, za namową fanów, zgłosił utwór do rumuńskich preselekcji do Konkursu Piosenki Eurowizji "Selecția Națională 2012". "Zaleilah" dotarła do finału eliminacji, które ostatecznie wygrała i została reprezentantem Rumunii podczas Konkursu Piosenki Eurowizji 2012. Piosenka została wykonana podczas pierwszego półfinału (22 maja oraz finału konkursu (26 maja) w Baku w Azerbejdżanie. Ostatecznie zdobyła 71 punktów i zajęła 12. miejsce.

## Historia utworu

### Tło
Mandinga to rumuński zespół grający muzykę latino. Składa się z ok. dziesięciu muzyków. W 2006 roku z grupy odeszła wokalistka Elena Gheorghe, która została zastąpiona przez Elenę Ionescu. W 2010 roku nagrali kilka piosenek napisanych i wyprodukowanych przez rumuńskiego muzykiem producenta, autora tekstów i piosenek Costi Ioniță. Jedną z nich była "Zaleilah". Tytuł oznacza nazwę tańca, którą grupa wykonuje w trakcie występów. Część instrumentalna utworu składa się z cimpoi (rumuńskiej kobzy), saksofonu, perkusji, fletu i pianina.
Na początku 2012 roku piosenka osiągnęła sukces w Rumunii. Za namową fanów Mandinga zgłosiła ją do rumuńskich preselekcji do Konkursu Piosenki Eurowizji "Selecția Națională 2012". Utwór przeszedł eliminacje i dostała się do finałowej piątnastki kandydatów. 10 marca odbył się finał selekcji, w których Mandinga wykonała swój utwór jako dziesiąty uczestnik. Po zakończeniu głosowania ogłoszono, że Mandinga zdobyła ponad 7,000 głosów od widzów, co przełożyło się na 12 punktów w televotingu. Jurorzy przyznali piosence 85 punktów, co dało zespołowi kolejne 10 punktów. Ostatecznie zdobyli 22 punkty, co oznaczało, że Mandinga z "Zaleilah" została reprezentantem Rumunii podczas Konkursu Piosenki Eurowizji 2012.
22 maja odbył się pierwszy półfinał konkursu, w którym "Zaleilah" została wykonana jako szósta propozycja konkursowa. Zdobyła 120 punktów, co przełożyło się na 3. miejsce i awans do finału. Piosenka zajęła ostatecznie 12. miejsce w finale konkursu, który odbył się 26 maja.

### Kompozycja
Piosenkę skomponował rumuński muzyk, producent, autor tekstów i piosenek Costi Ioniță. Słowa napisała solistka zespołu, Elena Ionescu, razem z innym członkiem grupy, pianistą Secadą Dihigo Omarem. Utwór zawiera elementy muzyki latino i eurodance. Piosenka zaczyna się kilkusekundowym dźwiękiem kobzy, który poprzedza wstęp wokalistki, która śpiewa "Mandinga, everyday/Mandinga, Zaleilah...". Zaczyna się fragment w stylu Dance-pop oraz pierwsza zwrotka, rozpoczynająca się słowami "Siento el ritmo del cuerpo tocandome/El perfume del viento besandome".

## Odbiór
Po finale rumuńskich selekcji zwycięska piosenka była krytykowana przez wielu mieszkańców Rumunii, w tym m.in. przez krytyków muzycznych. Aktor i wokalista Lucian Viziru uznał utwór za słaby, a obecność zespołu w finale za niesprawiedliwy z powodu obecności w komisji jurorskiej kilku reprezentantów wytwórni muzycznej, z którą na co dzień współpracowała Mandinga. Folkowy kompozytor Gabriel Cotabiță skrytykował nie tylko utwór, ale i możliwości wokalne Ionescu, której doradził, by wystąpiła na eurowizyjnej scenie w najbardziej skąpym stroju, jaki jest możliwy, by zostać zapamiętaną, bo ma „przeciętny wokal, a piosenka jest nudna”.
Pochlebne opinie o utworze przyznało dwóch byłych reprezentantów Rumunii w Konkursie Piosenki Eurowizji: Luminița Anghel, która wystąpiła podczas konkursu w 2005 roku opisała piosenkę jako „pozytywną” oraz „taką, która spowoduje, że będziesz myśleć o nadchodzącym lecie i egzotycznych podróżach”. Mihai Trăistariu, który reprezentował kraj w 2006 roku, pochwalił utwór i typował, że znajdzie się on w pierwszej piątce stawki finałowej.

## Występy na żywo
Piosenka po raz pierwszy została wykonana publicznie 17 września 2011 roku podczas MTV Romania Music Awards, zorganizowanym w Braszowie, w Transylwanii. Elena pojawiła się na scenie, a w tle zabrzmiał fragment "Zaleilah (Extended Mix)". Tego samego wieczora zespół zaprezentował swój nowy projekt muzyczny (Club de Mandinga) oraz zdobyli nagrodę na "Najlepszy występ". Grupa wykonała publicznie "Zaleilah" też m.in.: 16 września podczas programu "Neatza cu Razvan si Dani", 30 października podczas show stacji Pro TV International "De suflet", 26 grudnia na "WinterKiss Kiss in the Mix", zorganizowanym przez Kiss FM czy 31 grudnia podczas finału rumuńskiej wersji programu "X Factor".
10 marca piosenka została wykonana na żywo podczas rumuńskich eliminacji eurowizyjnych "Selecția Națională". Utwór zabrzmiał jako dziesiąta propozycja preselekcji. Czterech członków zespołu grało na bębnach militarny beat, gdy w pewnym momencie Chupy wmaszerował na scenę, grając na kobzie. Kiedy zaczęła się wokalna partia piosenki, Elena weszła na scenę w czarnych skórzanym kostiumie i policyjnej czapce, którą zrzuciła na początku prezentacji. Cały zespół zaczął rytmicznie skakać i tańczyć. Podczas wolnego fragmentu "Zaleilah", kiedy wokalistka zaczęła śpiewać wers "When you make me feel so special...", wszyscy pozostali członkowie grupy zeszli ze sceny, a światła reflektorów skupiły się na twarzy Eleny. Podczas występu wykorzystano kilka efektów pirotechnicznych.

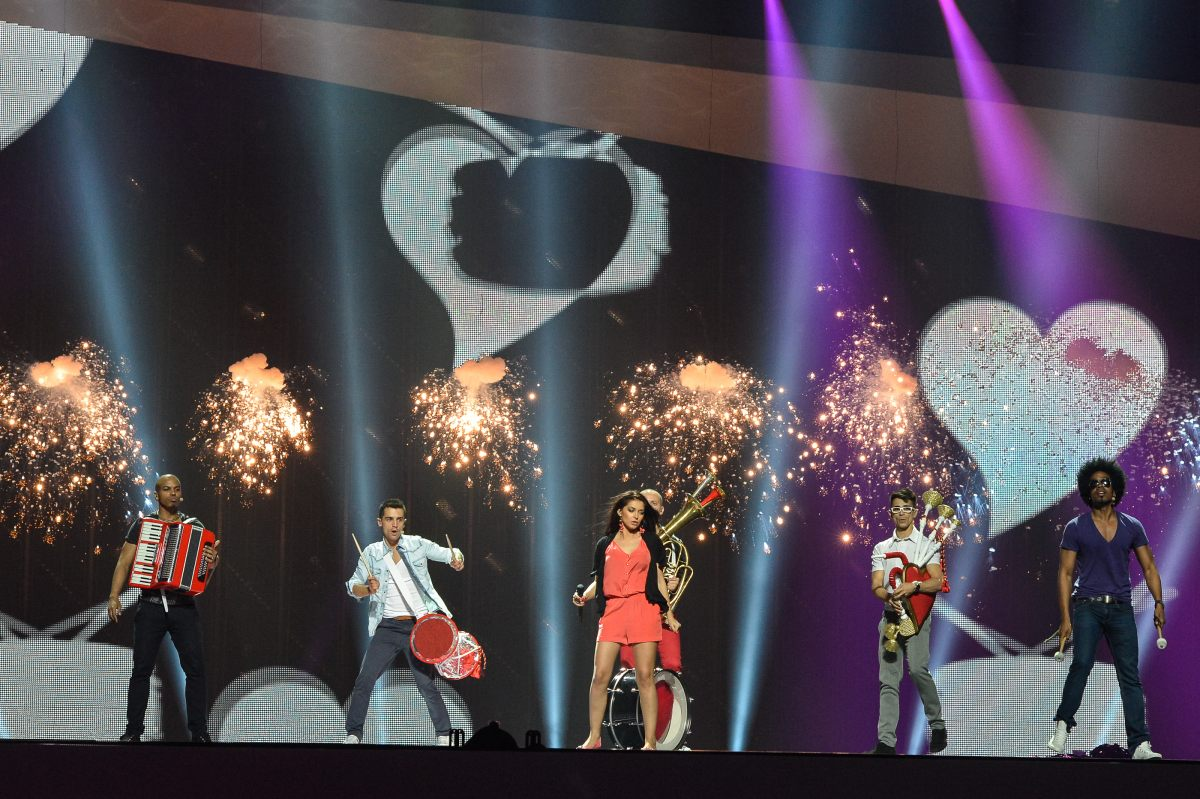
Mandinga wykonuje "Zaleilah" podczas pierwszej próby do półfinału Konkursu Piosenki Eurowizji 2012 w Baku w Azerbejdżanie.

14 marca, podczas "Cronica Cârcotașilor", zespół wykonał akustyczną oraz radiową wersję "Zaleilah". 13 kwietnia utwór został wykonany podczas drugiego półfinału drugiej edycji rumuńskiej wersji programu "Mam Talent" - "Romania's Got Talent". Przed wyjazdem do Baku, Mandinga zaprezentowała eurowizyjną piosenkę podczas show Mariny Almasanu (szefowej delegacji rumuńskiej podczas Konkursu Piosenki Eurowizji 2010 i 2011) "Ne vedem la TVR".
13 maja Mandinga zaczęła próby do pierwszego półfinału Konkursu Piosenki Eurowizji 2012 w Baku Crystal Hall w Baku (Azerbejdżan), dwa tygodnie przed konkursem. Występ wzbudził pozytywne emocje, a na oficjalnej stronie konkursu (www.eurovision.tv) jeden z redaktorów, Simon Storvik-Green, napisał:

Miłość i impreza to dwa dominujące tematy rumuńskiego występu. Ogromne ekrany LEDowe powodują, że scena w Baku rozświetla się zdjęciami perkusji w rytmie beatu Zaleilah, następnie (...) zdjęciami bijących serc w różnych kolorach, w tym fioletowym, żółtym i pomarańczowym, które reprezentują silny, ognisty charakter muzyki latino (...) Wokalnie grupa jest bardzo silna, z wokalistką Eleną Ionescu dają bardzo przekonujący pokaz z jej imponującym głosem i latynoskim urokiem. (...) Bardzo imponujące!

## Notowania na listach przebojów
Piosenka została wydana na rumuńskim iTunes 9 lutego 2012 roku i szybko trafiła na Romanian Digital Chart, gdzie 1 maja została najlepiej sprzedającym się singlem. Utwór zdobył też drugie miejsce na liście Romanian Top 100. 12 marca "Zaleilah" zadebiutowała na liście Romanian Radio Airplay Chart, wylądowała na 6. miejscu zestawienia.
| Kraj              | Lista (2012)         | Najwyższa pozycja |
| ----------------- | -------------------- | ----------------- |
| Rumunia           | Romanian Top 100     | 1                 |
| Rumunia           | Romanian Airplay 100 | 2                 |
| Szwecja           | Singles Top 60       | 48                |
| Austria           | Ö3 Austria Top 40    | 55                |
| Belgia (Flandria) | Ultratop 50          | 78                |

## Historia wydania
| Kraj    | Data          | Format           | Wytwórnia |
| ------- | ------------- | ---------------- | --------- |
| Rumunia | 9 lutego 2012 | digital download | Cat Music |